# Bukkaku
Bukkaku je experimentální nezávislá videohra mísící prvky sci-fi a RPG, za kterou stojí Lukáš Řezníček a jeho studio RZE. Hra používá charakteristickou grafiku, která kombinuje ostré origami s barvami mexického stylu. O vývoji hry bylo poprvé informováno v roce 2015, ve kterém byl zveřejněn také první teaser. Videohru doprovází animovaný film nazvaný Peekaboo – The Story of Bukkaku, který byl vydán 31. října 2020 a představuje svět, ve kterém se hra odehrává. Bukkaku běží na herním enginu Unity a mělo by být vydáno pro osobní počítače s Microsoft Windows, přesné datum však známo není.
Název videohry Bukkaku vychází z kořene japonského slova bukkake (打っ掛け). První kandži 打 může znamenat „úder“ nebo „náhlý“, dle tvůrce hry souvisí tento význam s grafickým stylem, který je „roztříštěný na kousky“.